# Louis Wu
Louis Wu est un personnage de l'univers de fiction de l'Anneau-Monde de Larry Niven.

## Biographie de fiction
Fils de Carlos Wu, il est âgé de 200 ans lors de la première expédition sur l’Anneau-Monde.
Il participe à cette première expédition au côté de Nessus le Marionnettiste de Pierson, responsable initial de l’expédition, de la Terrienne Teela Brown dont Louis tombe amoureux, et du Kzinti Parleur-aux-Animaux.
Après maintes péripéties, dont une attaque de tournesols esclavagistes brûlants la majeure partie du corps de Parleur-aux-Animaux, la rencontre de Teela avec Chercheur avec qui elle choisira de rester sur l’Anneau-Monde et la découverte de la manipulation des peuples Humain et Kzinti par les Marionnettistes de Pierson, Louis réussira à faire échapper leur vaisseau. Il mettra donc fin à cette première expédition toujours accompagné par Parleur-aux-Animaux et Nessus, bien que ce dernier ait perdu un de ses deux “têtes” lors d’un affrontement avec des natifs de l’Anneau-Monde. Dans leur fuite, Halrloprillalar les suivra.
Louis fera également partie de la seconde expédition, cette fois dirigée par l’Ultime mais toujours accompagné par Parleur-aux-Animaux qui aura entre-temps acquis son nom Kzinti : Chmee. Avant le début de cette expédition, Louis apprend que Halrloprillalar qu’il avait laissé aux mains du BRAS est morte. Il ressent d’ailleurs une certaine culpabilité de l’avoir conduite dans l’espace Humain pour finir ainsi.
Au cours de cette expédition sur l’Anneau-Monde, Louis rencontrera de nombreuses espèces d'Hominiens : des petits carnivores rouges mangeant des éléphants verts haut comme une vache, des géants herbivores, les goules vampires, le Peuple de la Machine et bien d’autres. Il comprendra également avec Chmee que les véritables ingénieurs de l’Anneau-Monde n’étaient pas les Bâtisseurs de Cité, comme s’en vantait Halrloprillalar, mais plutôt les protecteurs Pak. Dans un premier temps, il taira cette connaissance de peur d’effrayer l’Ultime et que ce dernier ne les abandonne sur l’Anneau. En effet, les protecteurs Pak étaient connus pour leur profonde xénophobie, leur violence et leur intelligence. Un mélange propre à mettre en catatonie n’importe quel Marionnettiste de Pierson, même fou.